# Düsseldorfer HC
Der Düsseldorfer Hockey Club 1905 (DHC) ist ein Hockey- und Tennisclub, dessen Damenteam in Feld und Halle in der 1. Bundesliga und die Herren jeweils in der 2. Bundesliga spielen (Stand 2025).

## Geschichte

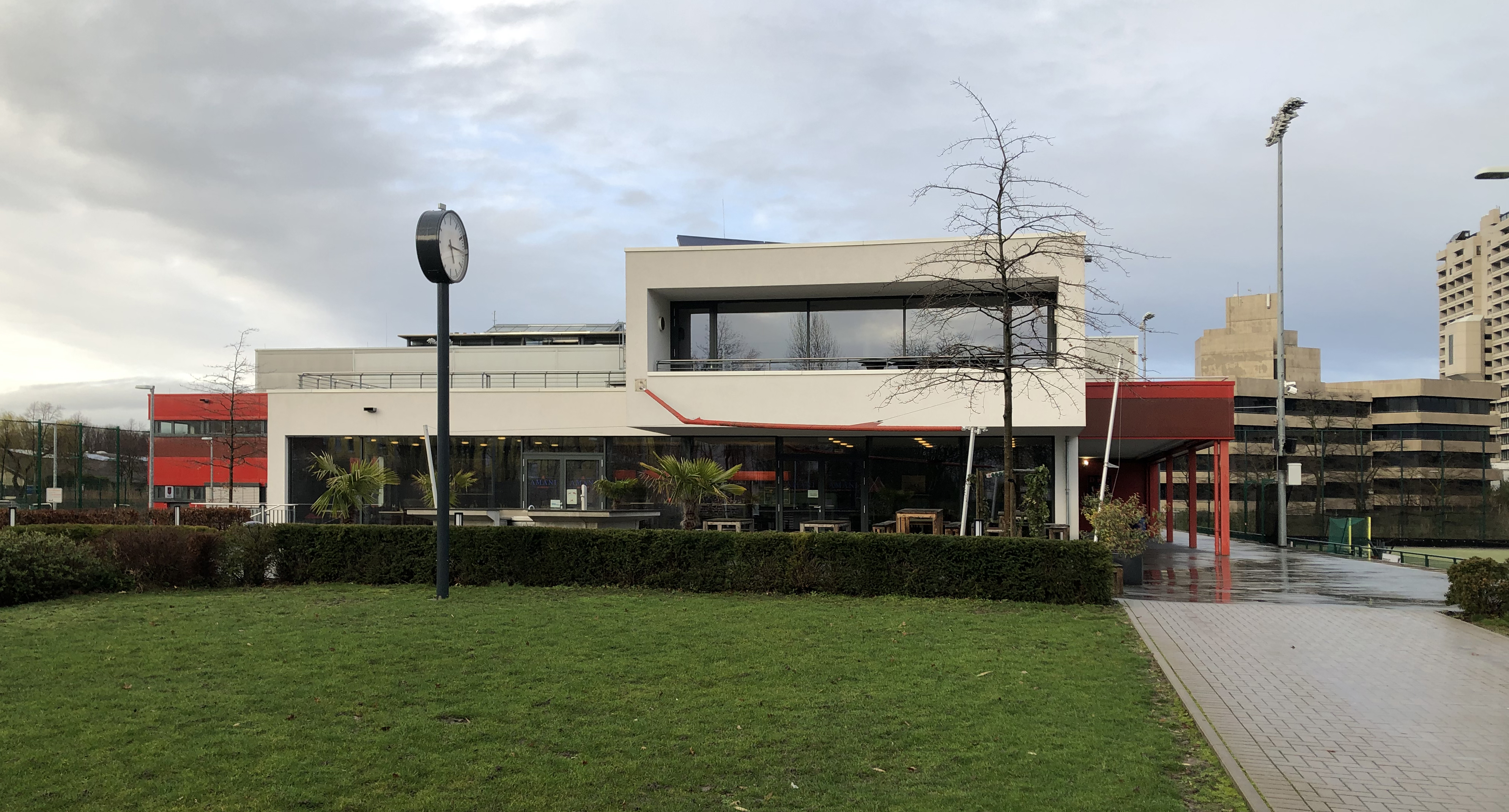
Düsseldorfer Hockey Club mit Gastronomie, Am Seestern 10, Düsseldorf-Lörick

Seine Geschichte begann 1905 auf den Plätzen des damaligen Düsseldorfer-Lawn-Tennis-Clubs, dem heutigen Rochusclub. Die Gründung des DHC erfolgte durch Ernst Poensgen (1871–1949), zugleich 1. Vorsitzender bis 1937, und einigen weiteren Mitgliedern, darunter dem englischen Konsul König und seiner Schwester. Gespielt wurde anfänglich auf den im Winter nicht genutzten Tennisplätzen des Rochusclubs, doch sehr bald wechselte man auf das Wiesengelände „an der Rheinlust“ nach Oberkassel, etwas unterhalb der heutigen Rheinallee nahe der Jugendherberge. 1910 verlegte der DHC seine Spiele auf die große Wiese des „Kaiser-Wilhelm-Parkes“, dem heutigen Rheinpark an der Cecilienallee.
1924 gab es für den DHC einen Neuanfang nahe der Restauration Honigheim im Stadtteil Mörsenbroich, unweit des Rochusclubs am Fuße des Grafenberger Waldes. 1936 musste der DHC sich von seiner Anlage in Mörsenbroich verabschieden, weil dort Kasernen gebaut wurden. Der DHC wich für zwei Jahre ins damalige Rheinstadion aus. 1938 erfolgte der Umzug nach Lörick an die Amboßstraße, nicht weit entfernt von der dortigen Radrennbahn, im heutigen Bürogebiet Am Seestern. Zwischen 2012 und 2014 erfolgte die komplette Erneuerung der gesamten Clubanlage; aktuell verfügt der DHC über zwei Kunstrasenhockeyplätze, sechs Tennisplätze und eine Hockey- und Tennishalle.
Bekannt geworden ist der DHC durch seine Hockeyabteilung. Im DHC spielen über 40 Hockey-Mannschaften, davon allein 25 Jugendmannschaften. Der Club hat rund 1650 Mitglieder und zählt zu den leistungssportlich etabliertesten und erfolgreichsten Vereinen in der Landeshauptstadt, ist bei weitem der größte Hockey-Club der Region und gehört mit mehr als 650 Jugendlichen bundesweit zu den jugendmitgliedstärksten Vereine. Aktueller Präsident ist Klaus Grossmann.

## Präsidenten
- 1905–1937 Ernst Poensgen (1871–1949)
- 1937–1944 Kurt Poensgen (1885–1944)
- 1944–1946 Godfried Schwarz (1907–1995)
- 1946–1948 Fritz Erbslöh (1918–1974)
- 1948–1953 August Kramer (1895–1953)
- 1953–1958 Godfried Schwarz (1907–1995)
- 1958–1970 Hans Hüttenes (1915–1972)
- 1970–1975 Barthel Schauseil (1919–1975)
- 1975–1976 Eberhard Sprunk (1921–1987)
- 1976–1986 Jost Wrede (geb. 1934)
- 1986–1992 Gerd-Michael Rayermann (geb. 1946)
- 1992–2002 Arnold Graf von der Goltz (1939–2002)
- 2002–2006 Gerald Böse (geb. 1962)
- 2006–? Klaus Grossmann (geb. 1960)

## Hockey

### Herren
| Jahr | Wettbewerb         | Niveau | Platz | Ort     |
| 2009 | Euro Hockey League | 1      | AF    | Hamburg |

Das Herrenteam wurde unter ihrem damaligen Trainer Volker Fried 2004, 2005 und 2006 jeweils Tabellenzweiter der Nordgruppe der 2. Feldhockeybundesliga. In der Saison 2006/2007 setzte sich der DHC dann souverän ohne Verlustpunkt durch und stieg in die 1. Bundesliga auf. In der jüngeren Vergangenheit stellte der DHC mit Oliver Korn (Goldmedaillengewinner 2008 und 2012) und Jan Simon zwei deutsche A-Nationalspieler. Korn und Simon führten 2008 ihr Team in das Finale um die Deutsche Feldmeisterschaft, in dem sie dann dem Club an der Alster unterlagen. An diesen Erfolg konnte die Mannschaft in den folgenden drei Jahren nicht mehr anknüpfen, schaffte aber bis 2013 den Klassenerhalt und stieg dann unter ihrem Trainer Uli Bergmann in die 2. Bundesliga ab. Seinem Nachfolger Akim Bouchouchi gelang in der Saison 2013/2014 der direkte Wiederaufstieg in die 1. Bundesliga, dem allerdings in der darauf folgenden Saison 2014/2015 der erneute Abstieg folgte. Zur Saison 2017/18 stiegen die Herren erneut in die 1. Bundesliga auf und 2019 wieder ab. 2021 gelang der Wiederaufstieg in die 1. Bundesliga Feld.
In der Halle gelang der Sprung in die Bundesliga erstmals 1999. Nach einem Intermezzo in der 2. Liga 2004 hatte sich das Team zwischen 2005 und 2007 als Tabellenzweiter der Westgruppe jeweils für das Viertelfinale der Deutschen Meisterschaft qualifiziert. Nachdem 2005 dort gegen den Rüsselsheimer RK und 2006 gegen den Berliner HC Endstation war, erreichte der Düsseldorfer HC 2007 das Endspiel um die Deutsche Hallenmeisterschaft. In dem torärmsten Finale aller Zeiten war der DHC dem Crefelder HTC beim 0:1 nur knapp unterlegen. In den folgenden Jahren schaffte die Mannschaft jeweils den Klassenerhalt und war bis 2024 in der 1. Hallenbundesliga.

### Damen
Auch das Damenteam spielte in der Feldhockey-Bundesliga, konnte nach dem Abstieg 2001 in der folgenden Saison erst am letzten Spieltag den Fall aus der Regionalliga in die Oberliga verhindern und stieg 2004 in die inzwischen eingeführte 2. Bundesliga auf. Dort erreichte die Mannschaft in den Jahren 2005–2007 Platzierungen in der oberen Tabellenhälfte. 2008 wäre fast der Doppelaufstieg geglückt. In der Hallensaison 2007/2008 stieg man souverän in die Hallenbundesliga auf, auf dem Feld verpasste man nur aufgrund des schlechteren Torverhältnis den Sprung in Deutschlands Eliteklasse. Ein Jahr später gelang der Mannschaft als Aufsteiger in der Halle sensationell der Einzug in das Deutsche Halbfinale, im gleichen Jahr der Aufstieg in die 1. Feldbundesliga. In der Saison 2009/2010 erreichten die Damen dann das Viertelfinale in der Halle und im Feld das Deutsche Halbfinale. In der Hallensaison 2014/15 wurde der DHC erstmals Deutscher Meister. In der Feldsaison 2014/2015 wurde die Mannschaft Zweiter der Bundesligastaffel und scheiterte im Halbfinale knapp am späteren Meister UHC. Im deutschen Damen A-Kader 2015 standen mit Lisa Marie Schütze, Luisa Steindor, Selin Oruz und Annika Sprink vier Spielerinnen aus dem DHC.
Seit 2016 hält die bisher erfolgreichste Phase der DHC-Damen an. Neben etlichen Vizemeisterschaften und zwei weiteren Deutschen Meisterschaften in der Halle (2018/19, 2021/22), wurde man in der Saison 2019/20/21 erstmals auf dem Feld Deutscher Meister. Der Titel wurde in der Saison 2021/22 verteidigt. Weiterhin konnten die DHC-Damen 2016 und 2020 den EuroHockey Indoor Club Cup gewinnen.
Zurzeit spielen die DHC-Damen in Feld und Halle in der 1. Bundesliga, aktueller Trainer ist Mark Spieker.

### Jugend

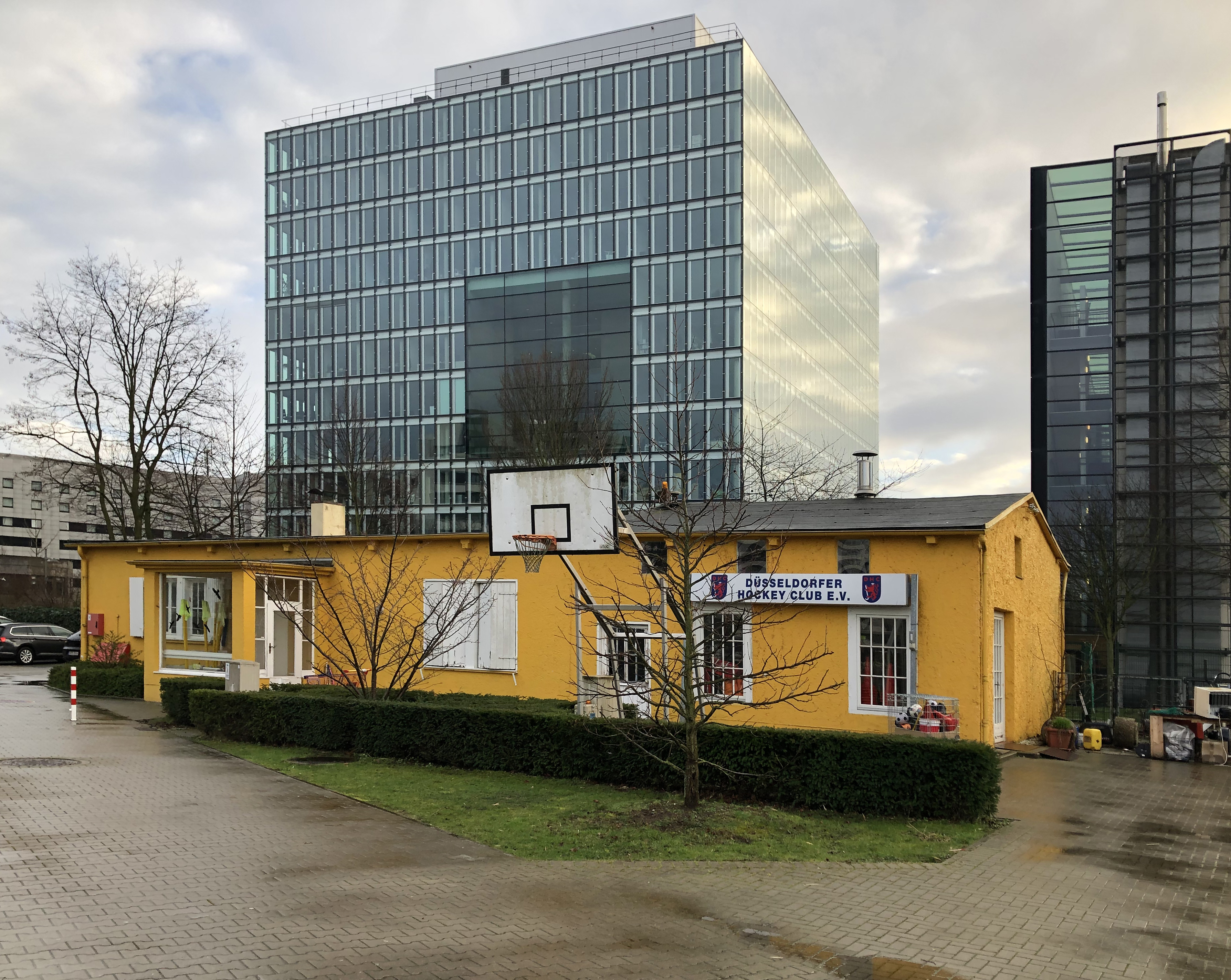
Düsseldorfer Hockey Club E. V., Am Seestern 12, Düsseldorf-Lörick

Im Jugendbereich errang der Club insgesamt 20 Deutsche Meistertitel, zuletzt im Herbst 2023; allein 2018/19 wurde er dreimal Deutscher Meister. Etliche Jugendspieler und -spielerinnen des Düsseldorfer Hockey Clubs sind oder waren im Jugendbereich National- oder Westdeutsche Auswahlspieler.

## Tennis
Tennis wird im DHC seit 1938 gespielt. Neben den 1. Damen und 1. Herren sind jedes Jahr etwa 13 Mannschaften für die Medenspiele gemeldet. Das Tennistraining wird im DHC ganzjährig von zwei hauptamtlichen Tennistrainern durchgeführt (Wintersaison: clubeigene Halle). In den letzten Jahren konnten keine großen regionalen oder gar bundesweiten Erfolge verzeichnet werden.